# Edwin Uceta
Edwin Daniel Uceta (Villa Los Almácigos, República Dominicana, 9 de enero de 1998), más conocido como Edwin Uceta, es un jugador profesional dominicano de béisbol que se desempeña en la posición de lanzador en Tampa Bay Rays, equipo de las Grandes Ligas de Béisbol (MLB).

## Carrera
Uceta hizo su debut en la MLB con el equipo Los Angeles Dodgers, en el cual jugó una temporada (2021), después pasó a Arizona Diamondbacks (2022), luego a New York Mets (2023), posteriormente a Tampa Bay Rays, donde lleva jugando una temporada.